# Парінтінс (мікрорегіон)

Парінтінс на карті штату Амазонас

Парінтінс (порт. Microrregião de Parintins) — мікрорегіон в Бразилії. Входить в штат Амазонас. Складова частина мезорегіону Центр штату Амазонас. Населення становить 242 680 чоловік на 2010 рік. Займає площу 107 029,8 км². Густота населення — 2,27 чол./км².

## Демографія
Згідно з даними, зібраними в ході перепису 2010 р. Національним інститутом географії і статистики (IBGE), населення мікрорегіону становить:
| Повне населення                               | Повне населення                               | Повне населення                               | Повне населення                               | 242 680 |
| --------------------------------------------- | --------------------------------------------- | --------------------------------------------- | --------------------------------------------- | ------- |
| в тому числі:                                 | Міське населення                              | 138 490                                       | Відсоток міського населення, %                | 57,07   |
|                                               | Сільське населення                            | 104 190                                       | Відсоток сільського населення, %              | 42,93   |
|                                               | Чоловіче населення                            | 125 874                                       | Відсоток чоловічого населення, %              | 51,87   |
|                                               | Жіноче населення                              | 116 806                                       | Відсоток жіночого населення, %                | 48,13   |
| Густота населення, чол/км²                    | Густота населення, чол/км²                    | Густота населення, чол/км²                    | Густота населення, чол/км²                    | 2,27    |
| Населення мікрорегіону в % до населення штату | Населення мікрорегіону в % до населення штату | Населення мікрорегіону в % до населення штату | Населення мікрорегіону в % до населення штату | 6,97    |

## Склад мікрорегіону
До складу мікрорегіону включені наступні муніципалітети:
1. Баррейрінья
2. Боа-Віста-ду-Рамус
3. Мауес
4. Ньямунда
5. Парінтінс
6. Сан-Себастьян-ду-Уатуман
7. Урукара

| Бразилія | Це незавершена стаття з географії Бразилії. Ви можете допомогти проєкту, виправивши або дописавши її. |